# 梓潼郡
梓潼郡（しとう-ぐん）は、中国にかつて存在した郡。後漢末から唐代にかけて、現在の四川省北部に設置された。

## 概要
217年（建安22年）、広漢郡を分割して梓潼郡が立てられた。梓潼郡は益州に属し、郡治は梓潼県に置かれた。
267年（西晋の泰始3年）、梁州が漢中に置かれると、梓潼郡は梁州に転属した。晋の梓潼郡は梓潼・涪城・武連・黄安・漢徳・晋寿・剣閣・白水の8県を管轄した。
439年（南朝宋の元嘉16年）、梓潼郡は益州に転属した。宋の梓潼郡は涪・梓潼・西浦・万安の4県を管轄した。
南朝斉のとき、梓潼郡は涪・梓潼・漢徳・新興・万安・西浦の6県を管轄した。
西魏のとき、梓潼郡は廃止された。
618年（武徳元年）、唐により隋の新城郡が梓州と改められた。742年（天宝元年）、梓州は梓潼郡と改称された。758年（乾元元年）、梓潼郡は梓州と改称された。

## 僑置梓潼郡

### 北魏梓潼郡
北魏のとき、梓潼郡は東益州に属し、華陽・興宋の2県を管轄した。

### 北梓潼郡
南朝斉のとき、北梓潼郡が置かれた。北梓潼郡は梁州に属した。

### 南梓潼郡
南朝斉のとき、南梓潼郡が置かれた。南梓潼郡は梁州に属した。